# Orgyia trigotephras sicula
Orgyia trigotephras sicula is een vlinderondersoort uit de familie van de spinneruilen (Erebidae), onderfamilie donsvlinders (Lymantriinae). Het is ondersoort van Orgyia trigotephras. De wetenschappelijke naam van de ondersoort is voor het eerst geldig gepubliceerd in 1901 door Staudinger & Rebel. 
Deze nachtvlinder komt voor in Europa.